# Aldo Agosti
Pour les articles homonymes, voir Agosti.
Aldo Agosti, né à Torre Pellice en 1943, est un historien italien, spécialiste du mouvement ouvrier et du communisme.

## Biographie
Professeur émérite d'histoire contemporaine de l'Université de Turin, il a étudié le mouvement ouvrier italien, particulièrement dans sa composante communiste (PCI). C'est ainsi qu'il a publié une biographie de Palmiro Togliatti. Il est membre du comité scientifique de la fondation Antonio Gramsci. Ses écrits n'ont que peu été traduits en français, mais ils servent de référence aux rares auteurs français attachés à l'histoire du communisme italien et à celle de l'Internationale communiste ; ses travaux sont plusieurs fois mentionnés dans Le Siècle des communismes.

## Œuvres

### articles en français
- Ses nombreuses recherches sur l'Internationale communiste lui ont permis de contribuer au volume du Dictionnaire biographique du mouvement ouvrier international : Komintern : L'histoire et les hommes, dictionnaire biographique de l'Internationale communiste, Éditions de l'Atelier, Paris, 2001[4].
- L'historiographie de l'Internationale communiste, dans Cahiers d'histoire de l'institut de recherches marxistes, No 2 / 1980, p. 7-59.
- Sur les fronts populaires, dans Cahiers d'histoire de l'institut de recherches marxistes, No 27 / 1987, Les fronts populaires à travers le monde, p. 28-37.
- Le tournant de 1947 du Parti communiste italien, dans la revue Communisme, No 29-31 / 1992, Les crises internes des PC ouest-européens 1944-1956. éd. L'Âge d'homme, p. 83-112.
- Les communistes italiens en France (1939-1940), dans (direction Serge Wolikow et Michel Cordillot), Prolétaire de tous les pays, unissez-vous ?, éditions universitaires de Dijon (EUD), 1993.
- L'historiographie du Komintern et ses sources jusqu'en 1990, dans (direction Serge Wolikow), Une histoire en révolution ? Du bon usage des archives, de Moscou et d'ailleurs, EUD, 1996.

### œuvres en italien
(§ repris du wikipedia italien)
- Rodolfo Morandi. Il pensiero e l'azione politica, Bari, Laterza, 1971
- La Terza Internazionale, préface d'Ernesto Ragionieri, Rome, Éditions Riuniti, 1974-79 :
  - 1919-1923, pp. XIV-884, 1974.
  - 1924-1928, pp. XVI-1152, 1976.
  - 1928-1943, pp. XXV-2004, 1979.
- Stalin, Rome, Éditions Riuniti, 1983.
- Le internazionali operaie, Turin, Loescher, 1983.
- Esperienze e problemi del movimento socialista fra le due guerre mondiali, (Agosti et autres), Milan, F. Angeli, 1987.
- La stagione dei fronti popolari, (a cura di), Bologne, Cappelli, 1989.
- Togliatti. Turin, UTET, 1996
- Storia del Partito comunista italiano. 1921-1991, Rome - Bari, Laterza, 1999.
- Bandiere rosse. Un profilo storico dei comunismi europei, Rome, Éditions Riuniti, 1999.
- Enciclopedia della sinistra europea nel XX secolo, (Agosti et autres), Rome, Éditions Riuniti, 2000.
- Togliatti. Un uomo di frontiera, Turin, UTET, 2003.
- Il partito mondiale della rivoluzione. Saggi sul comunismo e l'Internazionale, Milan, UNICOPLI, 2009.
- La storia negata : il revisionismo e il suo uso politico, (Agosti et autres, a cura di Angelo Del Boca), Vicenze, Neri Pozza, 2010.
- Il partito provvisorio. Storia del PSIUP nel lungo Sessantotto italiano, Rome-Bari, Laterza, 2013.